# Anders Westgerd
Anders Westgerd, född 5 april 1974, är en svensk entreprenör.
Anders Westgerd, som är bosatt i Göteborg, är rullstolsburen sedan en olycka 1995 och kämpar för mänskliga rättigheter åt personer med funktionsnedsättning och mot diskriminering samt verka som opinionsbildare i samhällsdebatten. Han är verksamhetsledare för Göteborgskooperativet för Independent Living (GIL) sedan 2008. GIL är en organisation som samordnar personlig assistans. 
Anders Westgerd har listats på Årets superkommunikatörer, Resumé listade näringslivets 150 superkommunikatörer 2019. Anders Westgerd fanns med i kategorin Kommunkation.
Anders Westgerd tilldelades Joel Gustafsson-stipendiet 2020.

## Kampanjer och produkter
Anders Westgerd har på GIL drivit igenom flera kampanjer för att visa upp de fördomar som finns om funktionsnedsatta och deras liv samt ambitioner. 
CP-dockan lanserades för att påvisa det fenomen som man valt att kalla för fördomsfull snällhet. CP-dockan uppmärksammades i media och Anders Westgerd har representerat i alla de stora nyhetstidningarna, i TV på till exempel Nyhetsmorgon och Gomorron Sverige samt i radio till exempel P4 Göteborg och Nordegren i P1 samt i tidningen Amelia. Även utomlands uppmärksammades dockan, till exempel på BBC, i franska Le Monde och VICE Magazine samt dansk TV DR2. Anders Westgerd har vunnit STIL-priset Hjärter ess 2012 för CP-dockan.
CP-ölet (En helt vanlig CP-öl, CPA) lanserades 2013 under En öl- och whiskymässa i Göteborg i april. Anders Westgerd vill med  CP-ölet visa att funktionsnedsatta ständigt drabbas av ifrågasättanden. Inte minst i barer, på restauranger och klubbar. Det kan röra sig om något så enkelt som tillåtelsen att få dricka öl. Ölet har sålts i 20 000 flaskor samt på fat och finns att beställa på utvalda tillgängliga krogar i Göteborg. CPA:n finns också att beställa på Systembolaget. 
CP-ölet blev utsett till Årets snackis under Almedalsveckan 2013. Anders Westgerd har vunnit Silverägg i tävlingen Guldägget  i kategorin Alternativ Media för CP-ölet. Anders Westgerd har vunnit Nöjesguidens pris Årets Glädjespridare för CP-ölet. Anders Westgerd har vunnit Marknadsföreningen i Göteborg (MiG) pris Årets säljare 2013 med CP-ölet . Anders Westgerd har nominerats i Cannes Lion för CP-ölet. 
Anders Westgerd var partiordförande för Normaldemokraterna, som ställde upp i valet till kommunfullmäktige i Göteborg 2014. Anders Westgerd drev i partiet främst på för att göra funktionsvariationer till en prioriterad fråga i politiken. Normaldemokraterna fick drygt 300 röster i valet. Anders Westgerd och Göteborgskooperativet för Independent Living utsågs till vinnare av 2014 års Leva Lika pris.
Anders Westgerd låg bakom aktionen CP-trucken. En natt märktes 95 p-platser, hela parkeringen utanför Stora Teatern, om till handikapplatser. Man ville visa det orimliga i att 60-90 procent av Sveriges stadskärnor är helt eller delvis otillgängliga och drog paralleller till Rosa Parks, som hänvisades till somliga delar av samhället och senare tog en plats hon inte fick ha. CP-trucken har varit med på arkitektur- och designmuseet Arkdes utställning Normform under 2017.
Sten is a bully var en aktion som genomfördes på Järntorget i Göteborg 2017. En minnesplats och lappar som antydde att något hemskt hade hänt mötte människor på väg till skola och arbete. Kampanjen hade till syfte att få upp ögonen för hur gatsten ställer till det för människor med funktionsnedsättningar. "Sten utesluter människor från samhället och orsakar olyckor – hjärnskakning, frakturer och utslagna tänder är bara några av skadorna Sten har åsamkat.". Aktionen Sten is a bully finns representerad på Arkdes utställning Public Luxuryunder 2018.
Said by retards är ett konto på Instagram med korta filmer där personer med funktionsnedsättningar återger en inflytelserik persons uttalande. Kampanjen hade till syfte att göra folk uppmärksamma på funktionsnedsattas position i samhället och vända på begreppen. Kampanjen har bland annat lett till ett radioinslag i Verkligheten i P3.
Retard Beer lanserades på En öl- och whiskymässa i Göteborg 2018. Ölet är en spinoff på Instagramkontot @saidbyretards. Ölet finns att beställa på krogar samt att köpa på Systembolaget.